# فلوریان کهرمان
فلوریان کهرمان (آلمانی: Florian Kehrmann؛ زادهٔ ۲۶ ژوئن ۱۹۷۷) بازیکن هندبال اهل آلمان است.
وی همچنین برندهٔ جوایزی همچون برگ بوی نقره‌ای شده‌است.